# جنبش ضد فرقه
جنبش ضد فرقه در منابع دانشگاهی و سایر منابع به گروه‌هایی گفته می‌شود که مخالف جنبش‌های نوظهور دینی و فرقه‌ها هستند. این لغت اول بار توسط دو جامعه‌شناس آمریکایی دیوید براملی و آنسان شاپ در ۱۹۸۱ بکار گرفته شد.